# Verband der Landesarchäologien

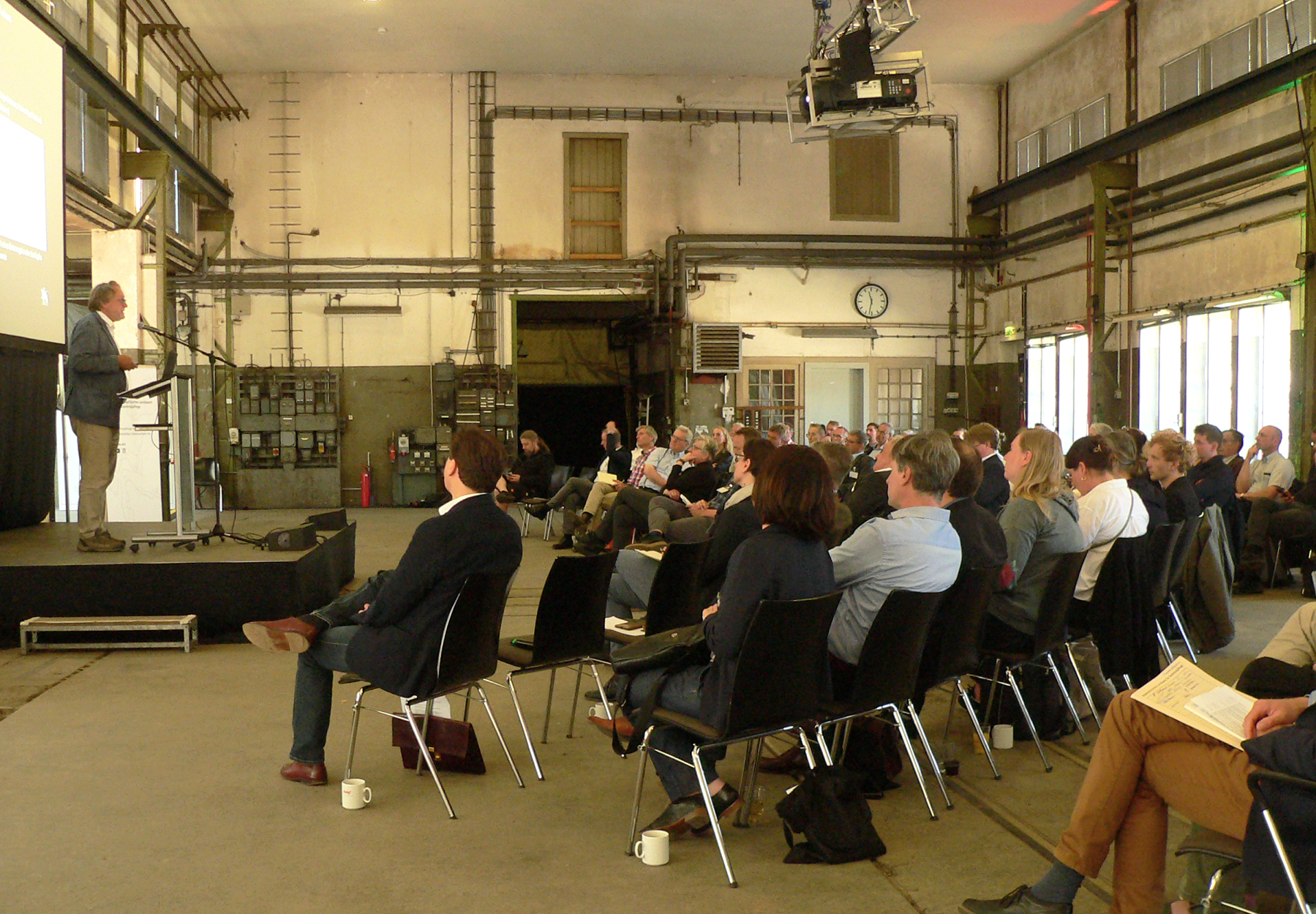
Jahrestagung im früheren Erzbergwerk Rammelsberg in Goslar, 2024

Der Verband der Landesarchäologien in der Bundesrepublik Deutschland e. V., kurz Verband der Landesarchäologien (VLA), ist ein Zusammenschluss von Vertretern der Landesarchäologien in Deutschland. Der Verband wurde 1949 gegründet. 1990 schlossen sich die Vertreter der fünf neuen Bundesländer an.
Bis 2022 lautete der Name Verband der Landesarchäologen in der Bundesrepublik Deutschland e. V., kurz Verband der Landesarchäologen.

## Aufgaben und Tätigkeiten
Aufgabe des Verbandes ist der Erfahrungsaustausch über die Tätigkeit, Probleme und Standards der archäologischen Denkmalpflege sowie die Koordinierung und Vertretung der gemeinsamen Interessen nach außen, insbesondere auch die Begleitung und Beratung der das Tätigkeitsfeld betreffenden Verordnungs- und Gesetzgebungsverfahren. Der Vorstand des Verbandes vertritt die Interessen der archäologischen Denkmalpflege bei verschiedenen Gremien, so beispielsweise im Deutschen Nationalkomitee für Denkmalschutz (DNK) und bei der Ständigen Konferenz der Kultusminister der Länder in der Bundesrepublik Deutschland (KMK).

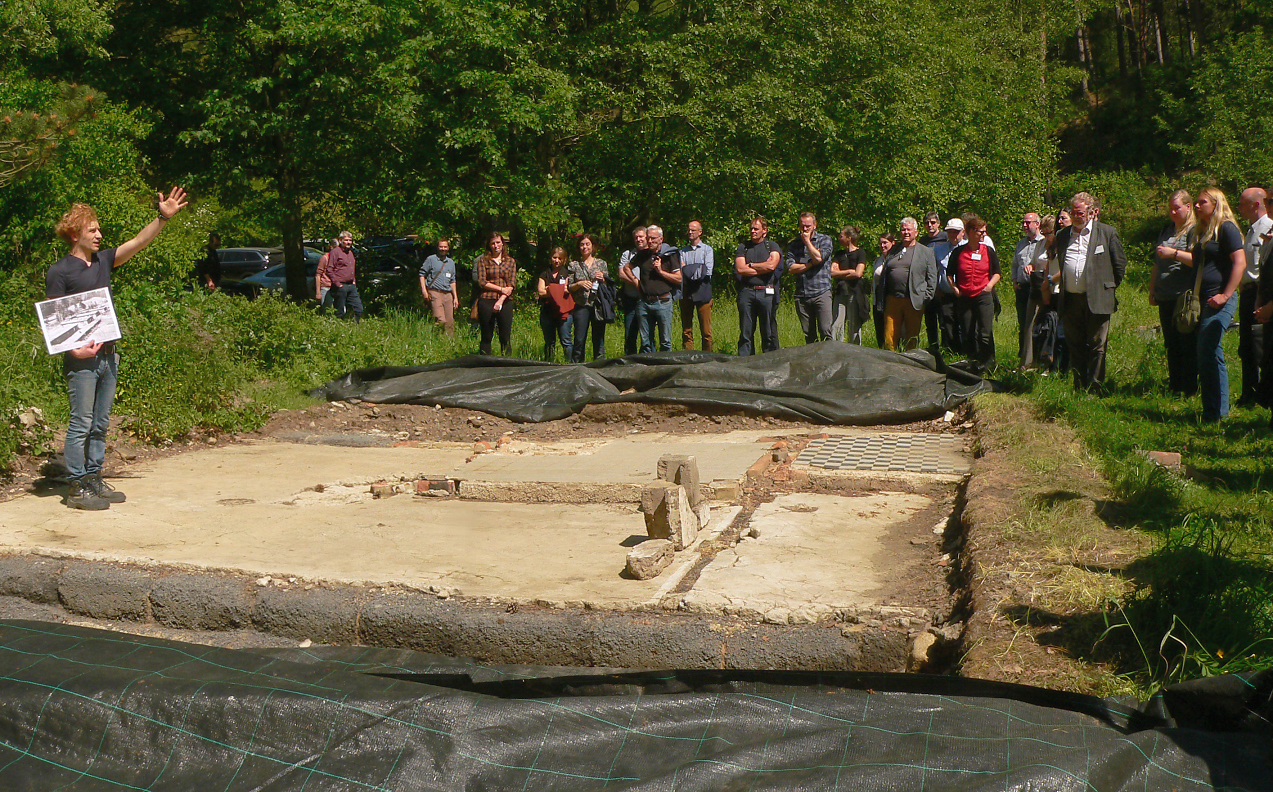
Grabungsführung für VLA-Mitglieder am freigelegten Zwangsarbeiterlager des Erzbergwerks Rammelsberg, 2024

Bei den Jahrestagungen des Verbandes, die unter Federführung eines Bundeslandes organisiert werden, findet ein Kolloquium mit geladenen Experten statt.
Neben den Berichten über die Jahrestagungen veröffentlicht der Verband Leitlinien und Anleitungen zur archäologischen Arbeit. Er gibt außerdem die zweimonatlich erscheinende Zeitschrift Archäologie in Deutschland in einer Auflage von etwa 15.000 Exemplaren heraus.
Ein wesentlicher Teil der Arbeit wird in den zehn Kommissionen und Arbeitsgruppen des Verbandes geleistet:
- Kommission Archäologie und Informationssysteme
- Kommission Grabungstechnik
- Kommission Illegale Archäologie
- Kommission Kommunalarchäologie
- Arbeitskreis Kommunikation
- Kommission Land- und Forstwirtschaft
- Kommission Montanarchäologie
- Netzwerk Archäologische Denkmalpflege
- Kommission Umgang mit archäologischem Kulturgut
- Kommission für Unterwasser- und Feuchtbodenarchäologie

## Vorstand
Der Verband hat einen fünfköpfigen Vorstand. In der Amtszeit von 2024 bis 2027 gehören dem Vorstand an:
- Regina Smolnik, Vorsitzende
- Franz Schopper, stellvertretender Vorsitzender
- Claus Wolf, Geschäftsführer
- Erich Claßen, Vorstandsmitglied für Europa-Angelegenheiten
- Ulrich Himmelmann, Vorstandsmitglied für Öffentlichkeitsarbeit

## Mitglieder

### Mitglieder aus den Bundesländern
Der Verband hat satzungsgemäß 60 Mitglieder aus allen Bundesländern – neben den Landesarchäologen auch andere in führender Position tätige Vertreter der Denkmalpflege. Derzeit sind dies die folgenden Personen (Stand Juni 2025).
Die Denkmalfachbehörden, bei denen die Mitglieder arbeiten, sind in der Liste deutscher Denkmalfachbehörden verzeichnet.
| Name                     | Bundesland             | Landesarchäologen                  | Funktion in der Landesdenkmalbehörde                                                                                               |
| ------------------------ | ---------------------- | ---------------------------------- | --- |
| Claus Wolf               | Baden-Württemberg      |                                    | Präsident des Landesamtes für Denkmalpflege Baden-Württemberg                                                                      |
| Jörg Bofinger            | Baden-Württemberg      |                                    | Referatsleiter Archäologische Denkmalpflege: Prähistorische Archäologie                                                            |
| Christian Bollacher      | Baden-Württemberg      |                                    | Referatsleiter Archäologische Denkmalpflege: Inventarisation, Planungsberatung, Archivierung und Grabungscontrolling               |
| Dirk Krausse             | Baden-Württemberg      | Landesarchäologe                   | Referatsleiter Archäologische Denkmalpflege: Grundsatz, Leitlinien, Spezialdisziplinen                                             |
| Jonathan Scheschkewitz   | Baden-Württemberg      |                                    | Referatsleiter Archäologische Denkmalpflege: Provinzialrömische, frühgeschichtliche, mittelalterliche und neuzeitliche Archäologie |
| Günther Wieland          | Baden-Württemberg      |                                    | Stellvertretender Referatsleiter, Archäologische Denkmalpflege: Prähistorische Archäologie Metallzeiten                            |
| Stefanie Berg            | Bayern                 |                                    | Abteilungsleiterin Bodendenkmalpflege                                                                                              |
| Hubert Fehr              | Bayern                 |                                    | Abteilung Praktische Denkmalpflege – Bodendenkmalpflege, Referat B III Mittelfranken/Schwaben                                      |
| Jochen Haberstroh        | Bayern                 |                                    | Abteilung Praktische Denkmalpflege – Bodendenkmalpflege, Referat B I Oberbayern/München                                            |
| Ruth Sandner             | Bayern                 |                                    | Abteilung Praktische Denkmalpflege – Bodendenkmäler, Referat B II Niederbayern/Oberpfalz                                           |
| Andreas Büttner          | Bayern                 |                                    | Referatsleiter Praktische Denkmalpflege – Bodendenkmäler, Referat B IV Ober-/Unterfranken                                          |
| Markus Ullrich           | Bayern                 |                                    | Leiter der Abt. Z Denkmalerfassung und -forschung, Referat Z I Bayerische Denkmalliste und Denkmaltopographie                      |
| Jürgen Obmann            | Bayern                 |                                    | Referatsleiter Lineare Projekte in der Abteilung B                                                                                 |
| Christian Later          | Bayern                 |                                    | Referatsleiter Z II Inventarisation Bodendenkmäler in der Abteilung Z                                                              |
| Matthias Wemhoff         | Berlin                 | Landesarchäologe                   | Leiter des Museums für Vor- und Frühgeschichte der Staatlichen Museen zu Berlin                                                    |
| Franz Schopper           | Brandenburg            | Landesarchäologe                   | Direktor des Brandenburgischen Landesamtes für Denkmalpflege und Archäologischen Landesmuseums                                     |
| Katharina Malek-Custodis | Brandenburg            |                                    | Stellvertretende Landesarchäologin; Dezernatsleiterin Bodendenkmalpflege                                                           |
| Andreas Kotula           | Brandenburg            |                                    | Referatsleiter Bodendenkmalpflege                                                                                                  |
| Joachim Wacker           | Brandenburg            |                                    | Referatsleiter Großvorhaben/Sonderprojekte; Stadtkernarchäologie                                                                   |
| Deborah Schulz           | Brandenburg            |                                    | Referat Großvorhaben/Sonderprojekte                                                                                                |
| Dieter Bischop           | Bremen                 | Landesarchäologe                   | kommissarischer Landesarchäologe                                                                                                   |
| Rainer-Maria Weiss       | Hamburg                | Landesarchäologe                   | Direktor des Archäologischen Museums Hamburg                                                                                       |
| Udo Recker               | Hessen                 | Landesarchäologe                   | hessenARCHÄOLOGIE |
| Sabine Schade-Lindig     | Hessen                 |                                    | Stellvertretende Landesarchäologin, hessenARCHÄOLOGIE                                                                              |
| Christa Meiborg          | Hessen                 |                                    | Koordination Außenstelle Marburg, Bezirksarchäologie, Leitung Mittelalter- und Neuzeitarchäologie                                  |
| Thomas Becker            | Hessen                 |                                    | Koordination Außenstelle Darmstadt, Bezirksarchäologie                                                                             |
| Detlef Jantzen           | Mecklenburg‑Vorpommern | Landesarchäologe                   | Abteilungsleiter Landesarchäologie                                                                                                 |
| Heiko Schäfer            | Mecklenburg-Vorpommern |                                    | Dezernent Bodendenkmale innerhalb der Altstädte, Dezernat Praktische Archäologie                                                   |
| Lars Saalow              | Mecklenburg-Vorpommern |                                    | Stellvertretender Abteilungsleiter Landesarchäologie, Dezernatsleiter Praktische Archäologie                                       |
| C. Michael Schirren      | Mecklenburg-Vorpommern |                                    | Dezernent Erfassung der unbeweglichen Bodendenkmale, Dezernat Erfassung der Bodendenkmale                                          |
| Henning Haßmann          | Niedersachsen          | Landesarchäologe                   | Abteilungsleiter Archäologie |
| Markus C. Blaich         | Niedersachsen          |                                    | Koordination Schwerpunktprogramme, stellvertretender Leiter der Abteilung Archäologie                                              |
| Tobias Uhlig             | Niedersachsen          |                                    | Regionalreferat Braunschweig |
| Jana Esther Fries        | Niedersachsen          |                                    | Regionalreferat Oldenburg |
| Utz Böhner               | Niedersachsen          |                                    | Denkmalatlas Niedersachsen, Abteilung Archäologie, Referatsleiter Inventarisation & Dokumentation                                  |
| Mario Pahlow             | Niedersachsen          |                                    | Regionalreferat Lüneburg |
| Sebastian Messal         | Niedersachsen          |                                    | Regionalreferat Hannover |
| Michael Rind             | Nordrhein-Westfalen    | Landesarchäologe Westfalen         | Direktor der LWL-Archäologie für Westfalen                                                                                         |
| Erich Claßen             | Nordrhein-Westfalen    | Landesarchäologe Rheinland         | Leiter des LVR-Amtes für Bodendenkmalpflege im Rheinland                                                                           |
| Michael Baales           | Nordrhein-Westfalen    |                                    | LWL-Archäologie für Westfalen, Außenstelle Olpe                                                                                    |
| Marcus Trier             | Nordrhein-Westfalen    |                                    | Direktor des Römisch-Germanischen Museums, Leiter der Archäologischen Bodendenkmalpflege der Stadt Köln                            |
| Sandra Peternek          | Nordrhein-Westfalen    |                                    | LWL-Archäologie für Westfalen, Außenstelle Münster                                                                                 |
| Marion Brüggler          | Nordrhein-Westfalen    |                                    | LVR-Amt für Bodendenkmalpflege im Rheinland, Außenstelle Xanten                                                                    |
| Ulrich Himmelmann        | Rheinland-Pfalz        | Stellvertretender Landesarchäologe | Direktion Landesarchäologie, Leiter Außenstelle Speyer                                                                             |
| Timo Lang                | Rheinland-Pfalz        |                                    | Direktion Landesarchäologie, Leiter Außenstelle Koblenz                                                                            |
| Stephanie Metz           | Rheinland-Pfalz        |                                    | Direktion Landesarchäologie, Leiterin Außenstelle Mainz                                                                            |
| Joachim Hupe             | Rheinland-Pfalz        |                                    | Direktion Landesarchäologie, Leiter Außenstelle Trier                                                                              |
| Simon Matzerath          | Saarland               | Landesarchäologe                   | Landeskonservator; Leiter des Landesdenkmalamtes des Saarlandes                                                                    |
| Regina Smolnik           | Sachsen                | Landesarchäologin                  | |
| Rebecca Wegener          | Sachsen                |                                    | Abteilungsleiterin Archäologische Denkmalpflege                                                                                    |
| Michael Strobel          | Sachsen                |                                    | Referatsleiter Inventarisation/Dokumentation                                                                                       |
| Harald Meller            | Sachsen-Anhalt         | Landesarchäologe                   | Leiter des Landesamtes für Denkmalpflege und Archäologie Sachsen-Anhalt, Direktor des Landesmuseums für Vorgeschichte Halle        |
| Oliver Dietrich          | Sachsen-Anhalt         |                                    | Leiter Öffentlichkeitsarbeit |
| Susanne Friederich       | Sachsen-Anhalt         |                                    | Abteilungsleiterin Bodendenkmalpflege                                                                                              |
| Veit Dresely             | Sachsen-Anhalt         |                                    | Abteilungsleiter Übergreifende Fachdienste                                                                                         |
| Ulf Ickerodt             | Schleswig-Holstein     | Landesarchäologe                   | Leiter des Archäologischen Landesamtes Schleswig-Holstein                                                                          |
| Ingo Lütjens             | Schleswig-Holstein     |                                    | Vertretung der Amtsleitung, Leitung Abteilung 4.2, Archäologisches Landesamt Schleswig-Holstein                                    |
| Dirk Rieger              | Schleswig-Holstein     |                                    | Leiter des Bereichs Archäologie und Denkmalpflege der Hansestadt Lübeck, Leiter der Abteilung Archäologie                          |
| Sven Ostritz             | Thüringen              | Landesarchäologe                   | Präsident des Thüringischen Landesamtes für Denkmalpflege und Archäologie                                                          |
| Christian Tannhäuser     | Thüringen              |                                    | Abteilungsleiter Bodendenkmalpflege                                                                                                |

### Beratende Mitglieder
Der Verband hat außerdem beratende Mitglieder, die ihn mit ihrer Erfahrung unterstützen. Drei von ihnen sind kraft Amtes beratendes Mitglied, weitere wurden durch Wahl berufen. Derzeit sind folgende Personen beratende Mitglieder (Stand Dezember 2024):
Beratende Mitglieder kraft Amtes
- Kerstin P. Hofmann, Erste Direktorin der Römisch-Germanischen Kommission des Deutschen Archäologischen Instituts
- Alexandra W. Busch, Generaldirektorin des Leibniz-Zentrum für Archäologie in Mainz

Durch Wahl berufene beratende Mitglieder
- Heinz Günter Horn
- Hauke Jöns, Niedersächsisches Institut für historische Küstenforschung (NIhK) Wilhelmshaven
- Harald Koschik
- Dieter Planck
- Egon Schallmayer
- Thomas Schenk, Hochschule für Technik und Wirtschaft Berlin, Studiengang Konservierung/Restaurierung/ Grabungstechnik
- Siegmar von Schnurbein

## Vorsitzende
- 1949 bis 1954: Eduard Neuffer
- 1956 bis 1960: Hans Eiden
- 1960 bis 1964: Karl Kersten
- 1964 bis 1970: Reinhard Schindler
- 1970 bis 1976: Klaus Schwarz
- 1976 bis 1988: Hugo Borger
- 1988 bis 2003: Dieter Planck
- 2003 bis 2015: Jürgen Kunow
- 2015 bis 2024: Michael Rind
- Seit 2024: Regina Smolnik